# دونوویلا مگوداگاما
دونوویلا مگوداگاما (به لاتین: Dunuwila Megodagama) یک منطقهٔ مسکونی در سری‌لانکا است که در استان مرکزی (سری‌لانکا) واقع شده‌است.